# اردوکشی سبزوار
اردوکشی سبزوار مجموعه اقدامات نادرشاه برای تحکیم قدرت خود در خراسان بود. نادر در این اقدام شاه تهماسب دوم را از حکومت عزل می‌نماید.